# Ali Al Jallawi
Ali Al Jallawi (Manama, 1975) è un poeta bahreinita.
Ali Saleh Al-Jallawi, meglio noto come Ali Al Jallawi, ha partecipato a vari festival e a diversi  recital di poesie in Gran Bretagna, Siria, Kuwait, Giordania e Bahrain. Le sue critiche al governo del Bahrein lo hanno portato in prigione tra il 1995 e il 1998.
Inizia a scrivere poesie già all'età di 14 anni. In questa periodo le sue composizioni sono caratterizzate dal trattamento della rivoluzione e degli assi politici come primari.  A causa, appunto, di un poema in cui ha criticato il regime politico del suo paese viene arrestato.  Durante il periodo in cui era detenuto, Al Jallawi, lesse e si istruì su vari argomenti.  La sua rigida posizione nei confronti della religione e della politica lascia così il posto a un'intensa apertura intellettuale, sebbene sia ampiamente impegnato a raggiungere un sistema politico più giusto nel suo paese.  La sua poesia più recente si occupa di argomenti orientati alla filosofia e all'essere umano.  Il suo lavoro più noto è il libro di poesie Dilmuniyat (Dilmun era il nome di un'antica civiltà del Bahrain).
Oggi oltre a scrivere poesie, gestisce un centro di ricerca dedicato alla scrittura, alle minoranze e alle comunità del Bahrain.
| Controllo di autorità | VIAF (EN) 26885957 · ISNI (EN) 0000 0001 2209 6937 · LCCN (EN) no2008127788 · GND (DE) 1044968966 · J9U (EN, HE) 987007305817205171 |